# 亚伦桥

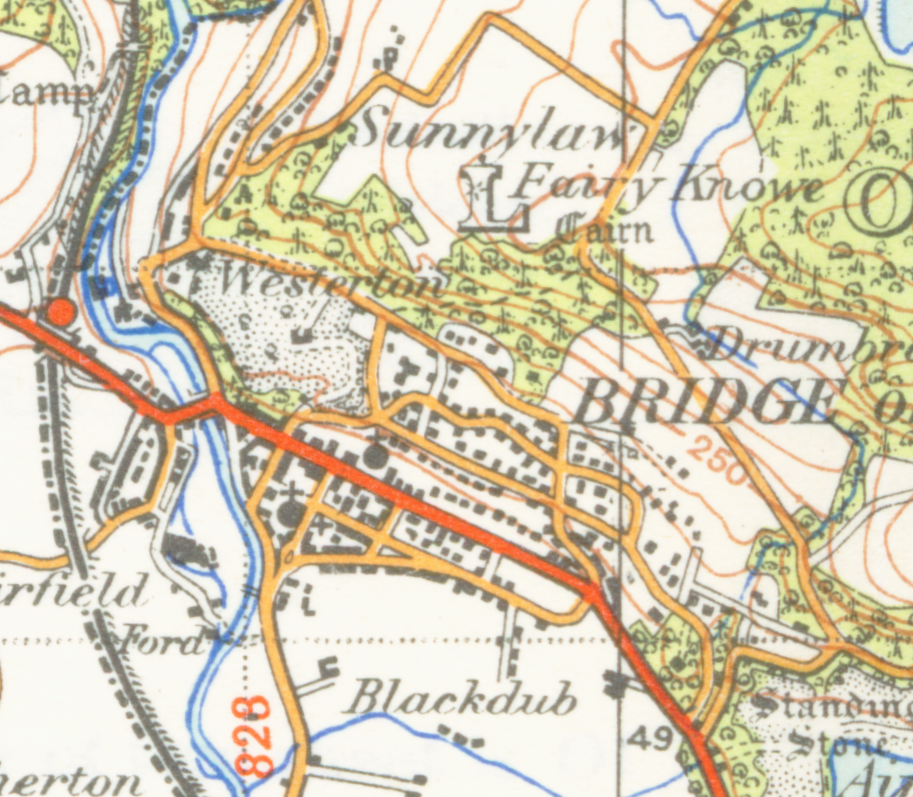
一张1945年的布里哲夫亚伦地图

亚伦桥（英語：Bridge of Allan，苏格兰语：Brig Allan，苏格兰盖尔语：Drochaid Alain），是苏格兰斯特灵议会区下辖的一个小镇，在斯特灵市以北。这里曾经是斯特灵郡的郡议会和苏格兰中央行政区的议会所在地。
小镇跨越福斯河的北部支流——亚伦河，依韦斯特尔顿和艾爾斯雷（Airthrey）树林茂密的山坡上建设起来，奥克尔山的东、北两面山翼庇护着亚伦桥。小镇的大部分位于亚伦河的东面；苏格兰最长的一条公路，A9公路贯穿过亚伦桥，铁路和M9高速公路在亚伦河的西边。
亚伦桥火车站是爱丁堡-邓布兰线路中的一站。
早期的亚伦桥村镇包含7座小村庄：桥尾村（Bridge End）、吉爾菲爾德村（Kierfield）、老列克羅普特村（Old Lecropt）、佩斯福特村（Pathfoot）、洛吉村（Logie）、麥村和艾爾斯雷的米爾聶村（The Milne of Airthrey）。村镇十分的分散，村民们也都只在各自的小村生活着。

亚伦桥的区域包括了从洛吉村到亚伦河再到现在的斯特灵大学的区域，在大约1146年，大卫一世对此给予特许授权认可。

## 史特拉薩爾蘭节日

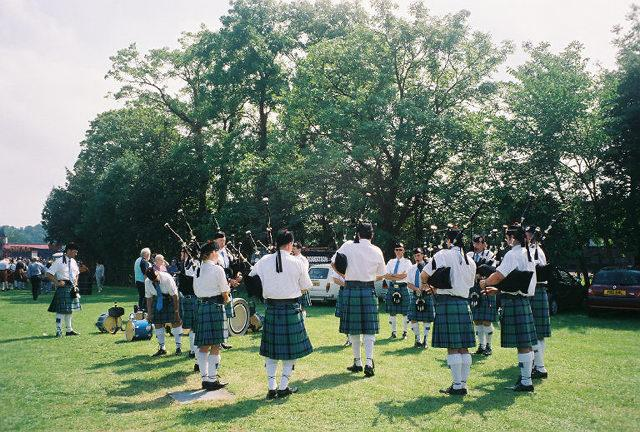
2004年，风笛乐队在史特拉薩爾蘭节日上的表演。

八月的第一个周六之后的那个星期天便是史特拉薩爾蘭（Strathallan）节，1852年由亨德森（Henderson）市长制定，节日会吸引许多运动健将、苏格兰风笛手和高地舞蹈演员前来表演。